# Wiktor Wassiljewitsch Lossew
Wiktor Wassiljewitsch Lossew (russisch Виктор Васильевич Лосев; * 25. Januar 1959 in Murom, Oblast Wladimir, Russische SFSR, Sowjetunion) ist ein ehemaliger sowjetischer Fußballspieler und russischer Fußballtrainer.
Bei den Olympischen Spielen 1988 in Seoul gewann die sowjetische Mannschaft mit ihrem Team-Kapitän Lossew die Goldmedaille. Im Finale besiegten sie am 1. Oktober 1988 Brasilien mit 2:1. Mit FK Dynamo Moskau wurde er 1986 sowjetischer Vizemeister in der Wysschaja Liga, 1990 und 1992 (in der Premjer-Liga) belegte er mit diesem Verein den 3. Platz.
Seit 1994 arbeitet Lossew als Trainer, zuletzt für den FK Ufa.

## Auszeichnungen
- 1989:  Verdienter Meister des Sports der UdSSR
- 1989:  Orden Zeichen der Ehre